# Набразден език
Набразден език (Lingua plicata, скротален език) е доброкачествено заболяване, характеризиращо се с дълбоки бразди по гърба на езика. Въпреки че тези канали могат да изглеждат болезнени, обикновено оплакванията на пациентите са свързани с усещане за парене, а не болка.
Това е относително често срещано състояние, чието разпространение е между 6,8% и 11%. Среща се и при деца. Въпреки че най-често е наследствена черта, състоянието може също да бъде част и от дегенеративен процес. Честота на състоянието се увеличава значително с възрастта, което се наблюдава при 40% от населението след 40-годишна възраст.

## Клиника
Клиничният вид има значителни вариации в броя, посоката, дълбочината и дължината на браздите. Набразденият език може да има множество бразди с дълбочина от 2 до 6 mm. Понякога може да има една голяма централна бразда и разклоняващи се напречно по-малки бразди. Друг вариант е браздите да се разполагат по страничната повърхност на езика (дорзолатерално). Някои пациенти се оплакват от парене или болезненост.

### Коморбидности
Набразденият език се наблюдава при синдром на Мелкерсон-Розентал (заедно с парализа на лицевия нерв и грануломатозен хейлит). Той се наблюдава и при повечето пациенти със синдром на Даун, във връзка с географски език, при пациенти с прояви на псориазис, както и при здрави индивиди. Набразденият език понякога е и характеристика на синдрома на Коудън.

## Етиология
Причината за състоянието е неизвестна, но вероятно е вследствие на генетично предразположение. Стареенето и факторите на околната среда обаче също могат да допринесат за появата на набраздявания по езика.

## Заболеваемост
Това е сравнително често срещано заболяване, с приблизителна честота от 6,8% – 11%. По-често засегнати са мъжете. Състоянието може да се наблюдава при всяка възраст, но обикновено засяга възрастните хора. Рискът за заболеваемост нараства значително с възрастта, което се наблюдава при 40% от населението след 40-годишна възраст.